# لغات بواسي
لغات بواسي (بالإنجليزية: Pauwasi languages)‏ هي على الأرجح عائلة من لغات بابوا ومعظمها في إندونيسيا. أفضل لغات بواسي وصفاً هي لغة كركر التي ينطق بها سكان عبر الحدود في بابوا غينيا الجديدة.

## اللغات
- فرع البواسي الشرقية:
  - لغة يافي
  - لغة إمومو
  - لغة كركر
- فرع البواسي الغربية:
  - لغة دوبو
  - لغة دودو
  - لغة توي